# Echoma
Echoma is een geslacht van kevers uit de familie bladkevers (Chrysomelidae).
De wetenschappelijke naam van het geslacht werd in 1837 gepubliceerd door Louis Alexandre Auguste Chevrolat in Dejean.

## Soorten
- Echoma anaglyptoides Borowiec, 1998
- Echoma clypeata (Panzer, 1798)
- Echoma weyenberghi (Dohrn, 1878)